# Mario Brandani
Mario Brandani (Pisa, 11 dicembre 1968) è un ex calciatore italiano, di ruolo difensore.

## Carriera
Con il Pisa debutta in Serie A il 25 ottobre 1987 nella gara Empoli-Pisa (0-1); nella massima serie gioca con i nerazzurri per due stagioni totalizzando 25 presenze e una rete messa a segno nel pareggio per 1-1 contro la Sampdoria. Il 18 gennaio 1989 veste per l'unica volta la maglia della Nazionale Under 21 giocando contro la Turchia. Negli anni successivi gioca in Serie B per altre due stagioni con le maglie di Reggiana e Pisa collezionando nella serie cadetta 27 presenze ed un gol.
Dopo diversi campionati di Serie C1 e Serie C2, disputa gli ultimi sei anni della sua carriera nei campi della Serie D.

## Palmarès

### Club

#### Competizioni internazionali
- Coppa Mitropa: 1

Pisa: 1987-1988